# Impuls Kamieniec Podolski
Impuls Kamieniec Podolski (ukr. Футбольний клуб «Імпульс» Кам'янець-Подільський, Futbolnyj Kłub "Impuls" Kamjaneć Podilśkyj) – ukraiński klub piłkarski z siedzibą w Kamieńcu Podolskim, w obwodzie chmielnickim.

## Historia
Chronologia nazw:
- 1963—1971: Pryładobudiwnyk Kamieniec Podolski (ukr. «Приладобудівник» Кам'янець-Подільський)
- 1972—199?: Impuls Kamieniec Podolski (ukr. «Імпульс» Кам'янець-Подільський)

Drużyna piłkarska Pryładobudiwnyk została założona w mieście Kamieniec Podolski w czerwcu 1963 i reprezentowała miejscowy zakład budowy urządzeń. Drużyna występowała w rozgrywkach mistrzostw i Pucharu obwodu chmielnickiego.  
W 1972 zmienił nazwę na Impuls Kamieniec Podolski. Zdobył Puchar obwodu i w sezonie 1995/96 debiutował w rozgrywkach Pucharu Ukrainy.
Potem jako drużyna amatorska występowała w rozgrywkach mistrzostw i Pucharu obwodu chmielnickiego, dopóki nie została rozwiązana.

## Sukcesy

### Ukraina
- Puchar Ukrainy:

1/128 finału: 1995/96

## Inne
- Podilla Kamieniec Podolski
- Ratusza Kamieniec Podolski
- Adwis Chmielnicki
- Podilla Chmielnicki
- Temp Szepietówka